# 佩代尔内克
佩代尔内克（法語：Pédernec，法語發音：[pedɛʁnɛk]）是法国阿摩尔滨海省的一个市镇，位于该省西部，属于甘冈区，同时也是甘冈城市圈的一部分。

## 地理
佩代尔内克（48°35'49"N, 3°16'12"W）面积27.05 平方千米，位于法国布列塔尼大區阿摩尔滨海省，该省份为法国西北部沿海省份，位于布列塔尼半岛北部，北濒大西洋英吉利海峡，西接菲尼斯泰尔省，南至莫尔比昂省，东临伊勒-维莱讷省。
与佩代尔内克接壤的市镇（或旧市镇、城区）包括：贝加尔、卢阿尔加特、普卢伊西、圣洛朗、特雷格拉米斯。

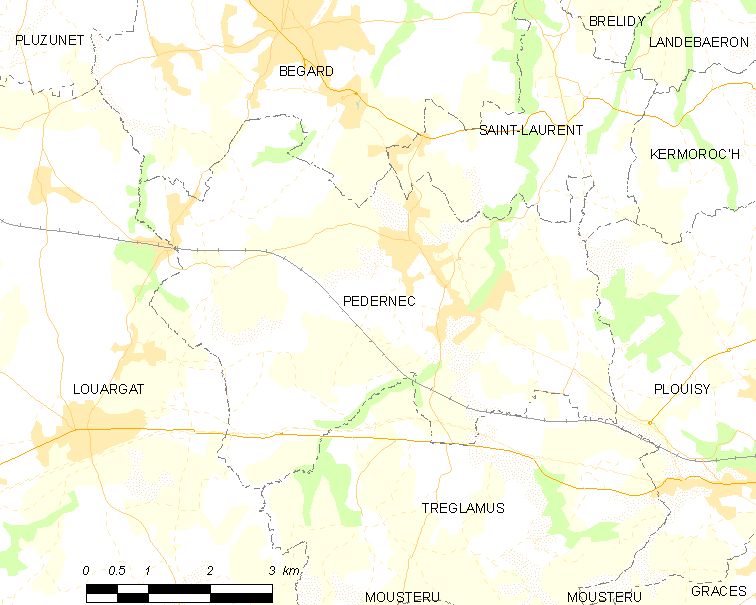
佩代尔内克的OSM定位图

佩代尔内克的时区为UTC+01:00、UTC+02:00（夏令时）。

## 行政
佩代尔内克的邮政编码为22540，INSEE市镇编码为22164。

## 政治
佩代尔内克所属的省级选区为贝加尔县。

## 人口

1962-2008年间佩代尔内克人口变化图示

佩代尔内克于2022年1月1日时的人口数量为1891人。